# Jenisejski zaljev
Jenisejski zaljev (rus. Енисейский залив, Yeniseysky zaliv) velik je i dugačak estuarij kojim Jenisej utječe u Karsko more.
Jenizejski zaljev i njegovi otoci pripadaju  Krasnojarskom kraju Ruske Federacije i dio su Velikog arktičkog državnog prirodnog rezervata, najvećeg prirodnog rezervata u Rusiji.
Biološka postaja Willem Barents je polarna postaja smještena sjeveroistočno od zaljeva Meduza, na sjevernom kraju ušća Jeniseja.

## Geografija
Jenizejski zaljev nastaje tako što se rijeka proširila na prosječno 50 km do 250 km otprilike u smjeru sjever-jug, između zemljopisne širine 70° 30′ N u području oko naselja Munguy, sjeverno od Dudinke. Cijelo područje donjeg Jeniseja je tmurno i rijetko naseljeno, a naselja su izgrađena na tlu vječnog leda. Nema vegetacije osim mahovine, lišajeva i nešto trave. Obalne vode su staništa beluga kitova.
Najveća dubina Jenizejskog zaljeva je 63 m. Ušće zaljeva se otprilike nalazi na 72° 30′ N, u području otoka Sibirjakov, u Karskom moru.

### Otoci
- Jenisej ima neke zaravnjene, niske otoke na svom južnom kraju, Brehovski otoci. Nalaze se na mjestu gdje se rijeka ulijeva u ušće. Jezera i močvare okružuju ovo područje, koje ima mnogo rukavaca kroz koje manje rijeke tundre teku preko močvara u slijev Jeniseja.[1]
- Dalje prema sjeveru Jenisej se širi i postaje čisto prostranstvo. Voda u ovom trenutku postaje boćata. Postoje tri mala otoka smještena gotovo u sredini zaljeva, Boljšoj Korsakovski otoci (ostrova Bolʹšoj Korsakovskij). Najveća je dugačka 4 km i široka 1,2 km. 72°17′N 81°01′E / 72.283°N 81.017°E. Otok Burnij nalazi se točno u sredini zaljeva. Čaišnij je najbliži obali.
- Krestovski ili Krestovski otoknalazi se daljnjih 9 km na SSZ, blizu istočne obale Jenizejskog zaljeva. Dug je 7,5 km i širok 1,8 km.72°24′N 80°47′E / 72.400°N 80.783°E. Ovaj otok je dobio ime po ruskom piscu Vsevolodu Krestovskom (1840.–1895.).

## Klima
Vremenski obrazac u ovom pustom području je težak, s dugim i ljutim zimama i čestim mećavama i olujama. Ušće Jeniseja zaleđeno je oko devet mjeseci u godini, a čak ni ljeti nikad se potpuno ne oslobodi santi leda. Tijekom zime plovne putove drže otvorenima ledolomci.

## Daljnje čitanje
- Thubron, Colin. In Siberia

## Vanjske poveznice
- Otopljena organska tvar u estuariju Jeniseja
- Prodori soli u ušća sibirskih rijeka  Arhivirana inačica izvorne stranice od 3. ožujka 2016. (Wayback Machine)
- Karta tereta  Arhivirana inačica izvorne stranice od 6. rujna 2015. (Wayback Machine)
- Slike
- Njemačko-ruski projekt o otjecanju sibirskih rijeka